# René-Charles Guilbert de Pixerécourt
Pour les articles homonymes, voir Guilbert et Pixerécourt.
René-Charles Guilbert de Pixerécourt, né le 22 janvier 1773 à Nancy, où il est mort le 25 juillet 1844, est un dramaturge, directeur de théâtre, traducteur et bibliophile français.

## Biographie
René-Charles Guilbert de Pixerécourt est issu d’une famille lorraine, anoblie par Léopold Ier, duc de Lorraine, en 1712. Ses parents, Nicolas-Charles Guilbert de Pixerécourt et Anne-Marguerite, née Foller de Silloncourt, avaient acheté, après la vente du domaine de Pixerécourt en 1787, le domaine vosgien de Saint-Vallier pour en récupérer tous les droits féodaux et seigneuriaux en vue d’un marquisat ; avec un château en mauvais état, « qui pouvait faire un marquis et un mendiant tout à la fois » selon le mot de Jules Janin. Ces espérances seront ruinées par la Révolution toute proche. En juin 1791, René-Charles abandonne les études de droit et doit partir de Nancy pour rejoindre l'armée des Princes à Coblence. Enrôlé dans l'armée du duc de Bourbon, il rejoint le cantonnement du château d'Andoy, près de Namur. La défaite de l'armée autrichienne face au général Dumouriez à Jemappes l'incite à rejoindre Paris. D’abord, il passe prudemment à Nancy et arrive à Paris en novembre 1792. Lors des dénonciations au Comité de salut public, il ne devra son salut qu’à la protection de Carnot dont il sera pour près de deux ans, au ministère des Armées, l'un des secrétaires. Il obtient peu après deux emplois, à la fois dans l’administration des Domaines et celle de l’Enregistrement (en 1800), où il reste trente ans et qui lui permettent, surtout à ses débuts, de persévérer dans son ambition théâtrale. Il assure également la direction du Théâtre royal de l’Opéra-Comique, de 1824 à 1827 selon François-Joseph Fétis et celle du Théâtre de la Gaîté, de 1825 à 1835.
Devant la défiance à l’égard des ex-émigrés, il prend pour débuter en écriture le pseudonyme de « Charles ». Alors qu'il est caché à Paris, un ami lui prête, dit-il, « les Nouvelles de Florian, ». Celles-ci lui donneront le sujet de ses deux premières pièces : Sélico ou les Nègres généreux, achetée par le Théâtre national de Molière et Claudine ou le Petit Savoyard reçue au Théâtre Favart. Son premier grand succès vient en 1798 avec Victor, ou l'Enfant de la forêt, drame en 3 actes, en prose et à grand spectacle joué à l’Ambigu-Comique. Le 2 septembre 1800, Coelina ou l'Enfant du mystère paraît à l'affiche du même théâtre et sera jouée 387 fois à Paris et 1089 fois en province. Pixerécourt enchaîne ensuite les succès : L’Homme à trois visages (1801, 378 représentations à Paris, 644 en province), La Femme à deux maris (1802, 451 représentations à Paris, 895 en province), Tékéli, ou le Siège de Montgatz (1803, 430 représentations à Paris, 904 en province), avec les acteurs Tautin et Mme Bourgeois. En 1805, La Forteresse du Danube et Robinson Crusoé tiennent l’affiche toute l’année au théâtre de la Porte-Saint-Martin.

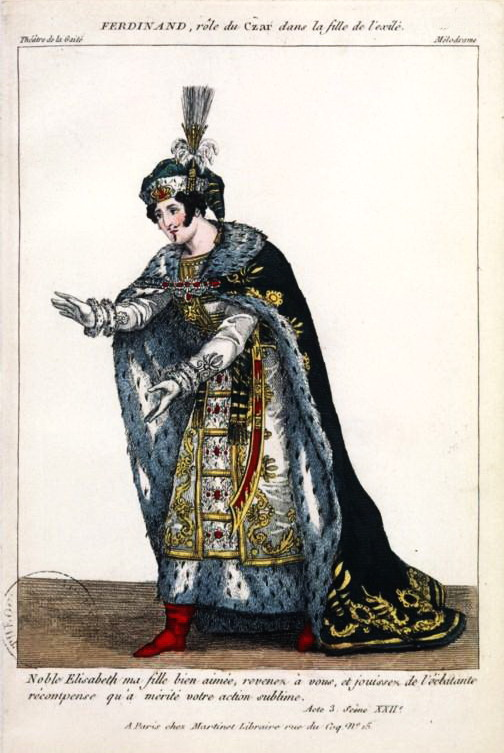
Esquisse de costume pour l'acteur Ferdinand jouant le rôle du Czar dans La Fille de l'exilé, mélodrame en 3 parties, Théâtre de la Gaîté, 13 mars 1819.

En 1809, il est au théâtre de la Gaîté, où il fait jouer La Citerne ; le 30 octobre 1810, c’est la grande réussite des Ruines de Babylone. Jusqu’en 1814, le succès est toujours là mais pour un nouveau triomphe, il lui faut attendre en juin Le Chien de Montargis (quelque 400 représentations). En 1815, après le gros échec de son Christophe Colomb, il doit fournir l’effort du Monastère abandonné ou la Malédiction paternelle pour revenir à 267 représentations. En 1818, toujours à la Gaîté, Le Belvédère ou la Vallée de l’Etna soulève l’enthousiasme, car ce succès est renforcé par le magnifique travail de décoration de Daguerre qui peint les décors du site volcanique. En 1819, à l’Ambigu-Comique, est jouée La Fille de l’Exilé ou Huit mois en deux heures ; et la même année, le 1er septembre : Les Chefs écossais, à la Porte-Saint-Martin.
À partir de 1820, le succès réapparaît de temps à autre, mais ce sont pour les meilleures pièces une centaine de représentations : Le Drapeau blanc (1821) ; Ali Baba ou les Quarante voleurs (1822) ; Le Moulin des Étangs (1826) ; La Tête de mort ou les Ruines de Pompéi (1827). Ensuite, on note des pièces écrites en collaboration, telle La Muette de la forêt (1828). Son dernier drame sera Latude ou Trente-cinq ans de captivité, écrit avec la participation de son jeune disciple Anicet-Bourgeois. Il est également l'auteur du livret de l'opéra finlandais Den lilla slafvinnan (La petite esclave) de Bernhard Henrik Crusell.
Pendant près de 40 ans, il soutient une intense activité d’auteur, de direction de théâtres et d’inspecteur zélé de l’Administration. Son immense talent d’auteur dramatique le fait surnommer le « Corneille des Boulevards ». Paul Lacroix rappelle que Charles Nodier le mettait au premier rang des auteurs de son temps. Sa réputation dépasse alors les frontières : Russie, Allemagne, Angleterre… Ses succès lui permettent de s'adonner à la grande passion de sa vie : enrichir peu à peu des livres les plus rares sa chère bibliothèque. Le distique inscrit au-dessus de la porte était : « Tel est le triste sort de tout livre prêté : Souvent il est perdu, toujours il est gâté. » et sa devise (souvent copiée) inscrite en ex-libris était : « Un livre est un ami qui ne change jamais ».
Le 21 février 1835, le théâtre de la Gaîté, sis boulevard du Temple, où depuis 1825 il exploitait un privilège, est anéanti par un incendie. Sa dernière pièce aura été Bijou ou l’Enfant de Paris, une féerie en 4 actes écrite en collaboration avec Nicolas Brazier et Félix Duvert, qu’on répétait le soir même de l’incendie de ce théâtre - on y testait des feux d’artifice. Le théâtre de la Gaîté sera pourtant reconstruit, dans un délai très court, avec une charpente métallique, pour le 19 novembre de la même année par le courageux comédien Bernard Léon qui avait été, juste avant le sinistre, le repreneur pour 500 000 francs. Pixerécourt gagne le procès en défense et évite la ruine complète. S’il n’est pas le propriétaire, il subit tout de même la perte importante du mobilier lui appartenant, estimée à 300 000 francs, les accessoires et les décors tenant une place primordiale dans ses pièces. Sa santé en est irrémédiablement altérée. Souffrant déjà de gravelle et de goutte, il est alors victime d’une première attaque d’apoplexie.
Vers 1838, délaissant sa « campagne » parisienne de Fontenay-sous-Bois, maison qui nous reste connue par une gravure de Jean-Jacques Champin et ayant précédemment appartenu à son ami, le compositeur Nicolas Dalayrac, dont il avait établi une biographie et le catalogue complet des œuvres, il se retire à Nancy, sa ville natale — il est possible que ce soit dans sa propriété de Haussonville, « le seul bien que m’ait laissé ma famille » — où, très affaibli, il s’occupe de l’édition de ses œuvres. Son Théâtre choisi paraît à Nancy, en 4 tomes, de 1841 à 1843. Il fait aussi publier le Catalogue de sa bibliothèque à Saint-Nicolas-de-Port. Il possédait, en effet, plus de 4 000 volumes précieux – que désormais il ne peut plus guère ni lire, ni admirer – estimés à l’acquisition plus de 100 000 francs, dont la valeur a considérablement augmentée et que, le 22 janvier 1839, il doit mettre en vente chez le libraire Crozet, à Paris. Devenu impotent et complètement aveugle, il meurt à 71 ans.
Il fut l'un des huit membres fondateurs de la Société des bibliophiles français.

## Distinctions et hommages
- chevalier de la Légion d'honneur,
- chevalier de l'Ordre de l'Éperon d'or

Il existe des rues Guilbert de Pixérécourt à Nancy et à Pompey, ainsi qu'une rue Pixérécourt et une impasse Pixérécourt dans le 20e arrondissement à Paris.

## L’œuvre
Pixerécourt est le « père du mélodrame » : son premier grand succès, Cœlina ou l'enfant du mystère, constitue la matrice du genre. Auteur prolifique, il a écrit 111 pièces (mélodrames, vaudevilles, comédies, tragédies, opéras-comiques) qui auraient été jouées en tout plus de trente mille fois, selon l'estimation de Jules Janin.

Ses mélodrames se fondent sur un schéma narratif presque invariable, et sur des personnages stéréotypés. Une situation familiale paisible est troublée par l'arrivée d'un Traître dont les machinations mettent en péril l'ordre social, familial, voire naturel (les catastrophes naturelles, orages, tremblements de terre, éruptions volcaniques, abondent). C'est au Père, et à la Victime (jeune fille ou enfant) que le traitre s'en prend en particulier. Tout paraît perdu, jusqu'à ce que le Héros désintéressé (souvent accompagné d'un personnage d'idiot, le Niais) ne vienne rétablir l'ordre et l'autorité légitime (le Père). Ce schéma narratif récurrent a souvent été lu comme une parabole de la Révolution française dont l’œuvre de Pixerécourt est quasi contemporaine, parabole qui ferait du Père une figure transposée du roi de France. C'est cette lecture historique que privilégie notamment Charles Nodier, dans son introduction au Théâtre Choisi de Pixerécourt, publié en 1841 :

« Ce qu'il y a de certain, c'est que dans les circonstances où il apparut, le mélodrame était une nécessité. Le peuple tout entier venait de jouer dans les rues et sur les places publiques le plus grand drame de l'histoire. Tout le monde avait été acteur dans celte pièce sanglante, tout le monde avait été ou soldat, ou révolutionnaire, ou proscrit. A ces spectateurs solennels qui sentaient la poudre et le sang, il fallait des émotions analogues à celles dont le retour de l'ordre les avait sevrés. Il leur fallait des conspirations, des cachots, des échafauds, des champs de bataille, de la poudre et du sang ; les malheurs non mérités de la grandeur et de la gloire, les manœuvres insidieuses des traîtres, le dévouement périlleux des gens de bien. Il fallait leur rappeler dans un thème toujours nouveau de contexture, toujours uniforme de résultats, cette grande leçon dans laquelle se résument toutes les philosophies, appuyées sur toutes les religions : que même ici bas, la vertu n'est jamais sans récompense, le crime n'est jamais sans châtiment. Et qu'on n'aille pas s'y tromper ! ce n'était pas peu de chose que le mélodrame ! c'était la moralité de la révolution. »

 Pixerécourt est un maître du suspense, de l'émotion, de la progression rigoureuse de l’intrigue. Puisant abondamment dans les romans à succès, français et étrangers, notamment allemands, il ajoute des situations dramatiques aux effets très puissants, avec tous les ressorts possibles du théâtre, sans jamais ni tomber dans le vulgaire ni contrarier la morale. Le Pixerécourt littérateur donne une traduction des Souvenirs de Paris (Paris, 1805) et des Souvenirs d’un voyage en Livonie, à Rome et à Naples (Paris, 1806) de Kotzebue. Il a lui-même écrit une brochure : Guerre aux mélodrames !  (Paris, 1818) et les Esquisses et Fragments de voyages en France, à Bade, en Suisse et à Chamouny, (Paris, 1843), qui sont des souvenirs d’un voyage fait en 1833.
À partir des années 1830, son œuvre est éclipsée par le courant romantique qui triomphe sur les grandes scènes parisiennes. Ses mélodrames, qui tombent dans l'oubli, sont longtemps relégués au rang de curiosités historiques, et décriés pour leur style emphatique et leurs procédés rebattus.
Néanmoins, depuis la fin du XXe siècle, la critique tend à réhabiliter Pixerécourt et à souligner son importance décisive dans l'évolution du théâtre français. Jean-Marie Thomasseau et Marie-Pierre Le Hir ont souligné tout ce que le drame romantique devait au mélodrame en général, et à Pixerécourt en particulier. Des auteurs comme Victor Hugo empruntent au mélodrame ses idées de mélange de genre, et ses préoccupations populaires.

Plus récemment, Roxane Martin a insisté sur l'importance des formes spectaculaires imaginées par Pixerécourt, fondatrices selon elle pour les écritures scéniques de la période romantique et pour le développement de la « mise en scène » :

« L'engouement du public pour le mélodrame s'explique par l'originalité d'une dramaturgie qui fait se superposer les langages pantomimique, verbal, musical et scénographique. Ces langages, codifiés à l'extrême, se lient les uns aux autres de façon à former la matière d'une intrigue qui se déploie selon une alternance entre des accélérations brutales et des ralentissements conduisant parfois l'ensemble du dispositif scénique à se figer dans le silence et l'immobilité. L'écriture mélodramatique est avant tout une écriture du mouvement.[...] La montée progressive du pathétique s'opère par un système d'alternance entre scènes violentes et relâchements soudains, entre mouvements et suspensions, entre surcharge sonore et silences. [...] Pixerécourt fut l'un des premiers à imposer l'esthétique scénique du Boulevard sur la scène d'un théâtre subventionné, sans doute parce qu'il avait façonné, avec le mélodrame, une poétique de la scène suffisamment codifiée pour être appliquée à d'autres pièces que les siennes. »

## Éditions récentes
- Cœlina ou l'Enfant du mystère, édition critique par Norma Perry, Exeter, University of Exeter, 1972.
- Mélodrames, édition critique sous la direction de Roxane Martin, Paris, Classiques Garnier, 2013–2018:
  - Tome 1 – 1792–1800 (Bibliothèque du théâtre français, n° 10), 2013  (ISBN 978-2-8124-0926-4).
  - Tome 2 – 1801–1803 (Bibliothèque du théâtre français, n° 22), 2014  (ISBN 978-2-8124-3348-1).
  - Tome 3 – 1804–1808 (Bibliothèque du théâtre français, n° 40), 2016  (ISBN 978-2-8124-5110-2).
  - Tome 4 – 1809–1810 (Bibliothèque du théâtre français, n° 50), 2018  (ISBN 978-2-406-06596-8).